# فهرست حزب‌ها در اسرائیل

نشان و لافته اسرائیل

فهرست حزب‌های سیاسی اسرائیل به بررسی و نام حزب‌های سیاسی موجود در سیاست اسرائیل اشاره دارد. نظام سیاسی در اسرائیل برپایه حزب‌های گوناگون و نظام چند حزبی است و رقابت حزب‌ها برای جایگیری بیشتری از تعداد یکصدوبیست کرسی درون پارلمان اسرائیل است که کنست نامیده می‌شود.

## حزب‌های کنونی
ساختمان سیاسی اسرائیل تا سال ۲۰۱۵ برپایه این حزب‌ها است:

### حزب‌های دارای کرسی در کنست
| نام حزب            | رهبر             | تعداد کرسی | ایدئولوژی                                                            |
| ------------------ | ---------------- | ---------- | -------------------------------------------------------------------- |
| لیکود              | بنیامین نتانیاهو | ۳۰         | راست، ملی‌گرا                                                         |
| حزب کار اسرائیل    | اسحاق هرتزوگ     | ۱۹         | سوسیال دموکرات                                                       |
| یش عتید            | یائیر لپید       | ۱۱         | میانه‌رو، لیبرال، سکولار                                              |
| کولانو             | موشه کحلون       | ۱۰         | میانه‌رو، سکولار                                                      |
| هاتنوعا            | تسیپی لیونی      | ۵          | سوسیال دمکرات ملی‌گرا                                                 |
| خانه یهود          | نفتالی بِنِت       | ۸          | ارتدکس مذهبی مدرن، مهاجرگرای راست                                    |
| شاس                | عاریه دِری        | ۷          | مذهبی سنتی سفاردی                                                    |
| اسرائیل خانه ما    | آویگدور لیبرمن   | ۶          | راست، ناسیونالیست سکولار                                             |
| یهودیت متحد توراتی | یَعقُو لیتزمان     | ۶          | ذهبی سنتی اشکنازی                                                    |
| مرتص               | زهاوا گالئون     | ۵          | سکولار، سوسیالیست، طرفدار محیط زیست, طرفدار عقبنشینی از کرانه باختری |
| هدش                | ایمن عوده        | ۵          | سوسیالیست، منافع اعراب،                                              |
| فهرست متحد عربی    | مسعود غنیم       | ۳          | منافع اعراب، اسلام‌گرا                                                |
| حزب بَلَد            | جمال زهلکه       | ۳          | ملی‌گرایی عربی، سکولار، ضدصهیونیست                                    |
| تعل                | ابراهیم سَرسور    | ۲          | منافع اعراب، سکولار                                                  |

### حزب‌های بدون کرسی
- احرایوت
- عال یاروک
- اولام بریت
- دَعام
- دُر
- اِرِتض هَدَشه
- یخاد
- یسرائلیم
- حزب بازماندگان هولوکاست
- فهرست مشترک (ائتلاف برای انتخابات ماه مارس ۲۰۱۵)
- کواه حاکِسِف
- کولانو
- لازوز
- حزب رهبری
- لِهِم
- لَعُلیم
- حزب حقوق بشر و خانواده
- میماد
- حزب یا
- سازمان اقدام دموکراتیک
- اوتماز یهودیت
- تصابار
- تصومت
- عوبیزکوتان (پایه‌ریزی در سال ۲۰۱۵ به‌عنوان حزب ارتدوکس زنان)[۳]
- یسرائیل هذکا
- یسرائیل حامیتادشت